# Ѐ
Cette page contient des caractères spéciaux ou non latins. S’ils s’affichent mal (▯, ?, etc.), consultez la page d’aide Unicode.
Le ié accent grave (capitale Ѐ, minuscule ѐ) est une lettre de l'alphabet cyrillique utilisée dans certaines langues pour marquer l’intonation ou distinguer des homophones.

## Utilisations
Le Ѐ est utilisé en bulgare lorsque l’intonation d’une syllabe est indiquée sur la voyelle Е.
Le Ѐ est utilisé en macédonien pour distinguer des homophones (par ex. не et нѐ).

## Représentation informatique
Le ié accent grave peut être représenté avec les caractères Unicode suivants :
- précomposé (cyrillique) :

| formes    | représentations | chaînes de caractères | points de code | descriptions                                |
| --------- | --------------- | --------------------- | -------------- | ------------------------------------------- |
| capitale  | Ѐ               | Ѐ                     | U+0400         | lettre majuscule cyrillique ié accent grave |
| minuscule | ѐ               | ѐ                     | U+0450         | lettre minuscule cyrillique ié accent grave |

- décomposé (cyrillique, diacritiques) :

| formes    | représentations | chaînes de caractères | points de code | descriptions                                            |
| --------- | --------------- | --------------------- | -------------- | ------------------------------------------------------- |
| capitale  | Ѐ               | Е◌̀                    | U+0415 U+0300  | lettre majuscule cyrillique ié diacritique accent grave |
| minuscule | ѐ               | е◌̀                    | U+0435 U+0300  | lettre minuscule cyrillique ié diacritique accent grave |